# Djevojka sa sela (televizijska serija)
Djevojka sa sela (turski: Hayat Şarkısı) turska je televizijska serija, snimana 2016. i 2017. godine.
U Hrvatskoj se od 2018. godine prikazivala na Nova TV.

## Sinopsis
Bajram Dževher, vlasnik velikog broja rudnika, vraća se nakon osam godina u svoje rodno mesto da bi sklopio mir s dugogodišnjim prijateljem Salihom. Dogovaraju se da vere decu, Bajramovog sina Kerima i Salihovu ćerku Melek, kada budu odrasli. 
Godinama kasnije, Kerim završava master studije ekologije i dobiva ponudu da radi u Nemačkoj na univerzitetu kao asistent. Međutim, ne uspeva da ubedi oca da ostane u Nemačkoj, te se vraća u Istanbul da bi ispunio očevo obećanje dato godinama ranije, i ubrzo odlaze u očevo rodno mesto da bi zaprosili Melek.
U međuvremenu, Melekina mlađa sestra Hulija kuje plan kako da odvrati Kerima od ženidbe s njenom sestrom, jer je još kao mala zacrtala da će se udati za njega. S njegovim dolaskom, u Melekinu sobu upada pijani Kaja, lokalni propalica pokušavajući da je napastvuje. Videvši da je Kaja ušao u sobu, Hulija alarmira sve ukućane, te svi zaključuju da je Melekina čast povređena. Hulijin plan uspeva, međutim, otac Salih na mestu umire.
Veridba se raskida, međutim, da bi se dogovor ispoštovao, Hulija se udaje za Kerima. Nedugo nakon venčanja, Kerim ostavlja Huliju i odlazi u Berlin da nastavi sa svojim životom, jer je venčanje za njega bilo samo formalnost da bi omekšao oca. Međutim, Hulija ubrzo odlazi u Berlin, gde saznaje da Kerim čeka dete s druom ženom, gastarbajterkom Filiz i okreće mu život naglavačke…

## Uloge
- Burcu Biricik kao Hülya Çamoğlu Cevher
- Birkan Sokullu kao Kerim Cevher
- Tayanç Ayaydın kao Hüseyin Cevher
- Ecem Özkaya kao Melek Çamoğlu Cevher
- Ahmet Mümtaz Taylan kao Bayram Cevher
- Seray Gözler kao Süheyla Cevher
- Deniz Hamzaoğlu kao Kaya
- Pelin Öztekin kao Zeynep Namıkoğlu
- Olgun Toker kao Mahir Duru
- Almila Bağrıaçık kao Filiz Namlı
- Aydan Taş kao Nilay
- Recep Güneysu kao Cem Darende